# Thyia
Thyia (Oudgrieks Θυία) was een nimf in de Griekse mythologie naar wie de Thyiaden (Oudgrieks Θυιάδες, meervoud van Thyia) zijn genoemd. Deze Thyiaden waren Attische en Delfische vrouwen in de cultus van Dionysos. In de mythologie worden zij ook als Maenaden aangeduid.
Het begrip Thyia is daarom synoniem geworden voor Mainaden, ook wel Bakchanten genoemd. Het bekendste festival van de Thyiaden was dat van de driejaarlijkse orgieën op de Parnassus. Verder werd nog een Dinonysusfestival in Elis met "Θυιάδες" vernoemd.
Thyia wordt als een van de oermoeders van bepaalde etnische groepen Achaeërs beschouwd, meer bepaald van de Oude Macedoniërs en de Magnetes.

## Oorsprong en naam
Naamgevend eponiem was de nimf van een bron op de berg Parnassus. Volgens één traditie was zij dochter van Castalia en werd zij dankzij Apollon de moeder van Delphos, die volgens de sage Delphi stichtte. Volgens een andere traditie zou zij de dochter van de riviergod Cephissus zijn, die nauw met de Castalische Bron verbonden was. In ieder geval wordt het aan haar toegeschreven dat voor het eerst aan Dinonysos werd geofferd en dat er te zijner ere orgiën werden gehouden. Haar heiligdom in Delphi was de verzamelplaats voor de Delphische Thyiaden. Thyiaden of Thyaden werd bijgevolg ook als naam gebruikt voor de talloze Attische vrouwen die dit orgiastisch offerfestival bijwoonden. Haar naam zou dan ook op gepaste wijze zijn afgeleid van θύειν (geur doen opstijgen, brandofferen, offeren, maar ook slachten, zoals van offervee).

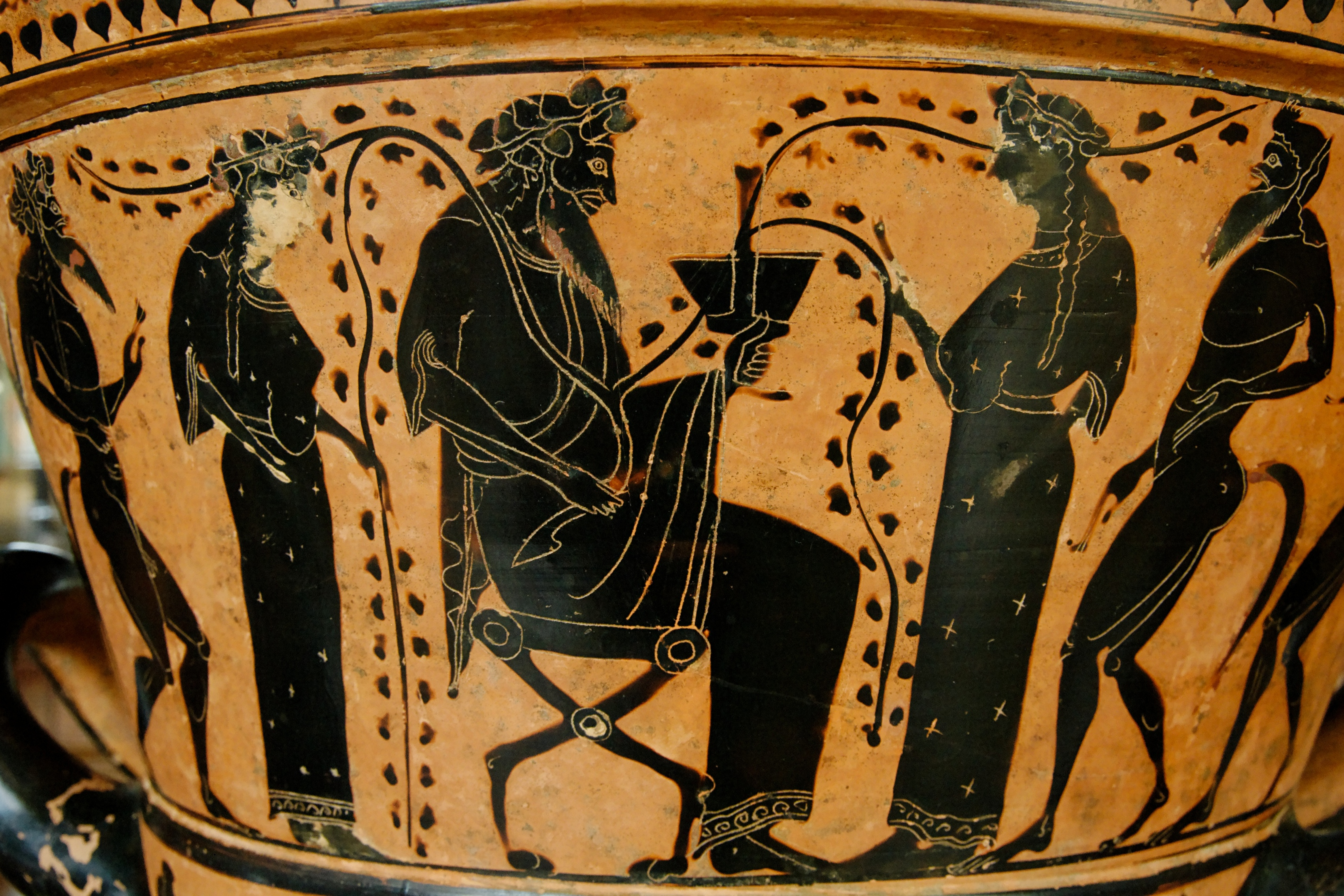
Dionysus en leden van zijn thiasos op een zwartfiguren aardewerk psykter-krater uit 525–500 v.Chr., (Louvre)

De term Thiasus (Oudgrieks thiasos) werd in de Griekse mythologie en religie gebruikt voor het uitzinnig tekeer gaand gevolg van Dionysus. Veel Dionysusmythen staan in verband met zijn komst in de vorm van een processie. De meest grootse versie daarvan was zijn triomfale terugkeer uit "India", die symbolische opvattingen van de Romeinse triomftocht inspireerde. Het werd in detail uitgelegd in de Dionysiaca van Nonnus van Panopolis. In die processie reed Dionysus op een wagen, die vaak getrokken werd door grote katachtigen.
De belangrijkste deelneemsters van de thiasus waren de vrouwelijke toegewijden, de Maenaden, die geleidelijk de onsterfelijke nimfen vervingen. Op Oud-Griekse vazen of bas-reliëfs men kan men vrouwelijke figuren die tot de thiasus behoren herkennen aan de thyrsos waarmee zij zwaaien. Dat is de onderscheidende staf of spoel van de adept.
De naam Thyia werd aan een geurende boom toegekend, de Thuja of levensboom.
Tot slot is Thyia nog de naam die aan een dochter van Deukalion en Pyrrha is gegeven.

## Etnische rol
Thyia wordt beschouwd als de mythische voormoeder van de stamvaders van de Oude Macedoniërs en van de Magnetes.
Zij was zoals Pandora en Hellen een kind van Deukalion en Pyrrha, de enige mensen die ooit de Grote Vloed overleefden.
Volgens Hesiodus werden beide zusters van Hellen door Zeus bezwangerd
Pandora baarde daarna Graikos (stamvader van de Grieken) en Thyia beviel van Makednos en Magnus. Men beweerde dat hun afstammelingen in Thessalië verbleven.
Van Thyia werd eveneens gezegd dat zij door Apollon werd bevrucht en daarop Delphos baarde, de gelijknamige stichter van de stad Delphi bij het orakelheiligdom. Zij was dan ook nauw betrokken bij de profetische Bron van Castalia, waaruit zij soms werd beweerd geboren te zijn.
Thyia werd verder nog geassocieerd met Castalia (de Delfische bronnimf), met Melaina (een alternatieve moeder voor Delphos), en met de Corycidennimfen (naiaden van de bronnen van de heilige Corysche grot).